# Chiesa della Visitazione di Maria Santissima (Bottanuco)
La chiesa della Visitazione di Maria Santissima è la parrocchiale di Cerro frazione di Bottanuco in provincia e diocesi di Bergamo; fa parte del vicariato di Capriate-Chignolo-Terno. La chiesa conserva opere cinquecentesche e seicentesche tra le quali il dipinto posto sull'altare maggiore di Pietro Ronzelli raffigurante la Visitazione di Maria.

## Storia
La prima indicazione di una chiesa presente sul territorio di Cerro, risale al XV secolo costruita dagli abitanti della località detta di Masatica uniti nel medesimo progetto. L'intitolazione alla Visitazione di Maria alla cugina Elisabetta era ritenuto di buon auspicio per il futuro degli abitanti.

La chiesa fu visita da san Carlo Borromeo arcivescovo di Milano nell'autunno del 1575, come tutte le altre chiese della diocesi di Bergamo. Dalla relazione si evince che era sussidiaria di quella di Bottanuco che era ben tenuta e decorata, nonché abbastanza ampia, le celebrazioni liturgiche sull'unico altare, erano a spese dalla vicinia di Bottanuco.
Giovanni Da Lezze la descrive nel suo censimento delle località del 1596, citata allora come chiesa dedicata alla Beata Vergine della Visitazione, ma che era indicata come Santa Maria in visita ad Elisabetta. La costruzione della torre campanaria e del coro fu fatta a spese dei vicini di Cerro nel 1672, e il secolo successivo fu installato l'organo Serassi sempre a spesa dei vicini.
Il territorio, nell'Ottocento, ebbe un importante sviluppo e il conseguente incremento demografico rendendo l'aula della chiesa non più sufficiente ad accogliere i fedeli, fu quindi decisa la costruzione di un nuovo edificio di culto nel 1880 su progetto di Antonio Piccinelli, e di conseguenza gli abitanti chiesero lo smembramento dalla chiesa di San Vittore nei primi anni del Novecento. 
La chiesa della Visitazione raggiunse l'autonomia smembrandosi da quella di Bottanuco solo nel 1907 con decreto del 29 settembre del vescovo Giacomo Radini-Tedeschi e fu consacrata e intitolata alla Visitazione di Maria Santissima dal vescovo Luigi Maria Marelli il 1º ottobre 1921.
Ma la nuova costruzione ebbe da subito problemi di stabilità forse a causa del risparmio che si era fatto sui materiali.
Già nel 1914 la chiesa ebbe bisogno di lavori di ricostruzione con seri interventi sia sulla navata e sul coro. Nel 1914 l'edificio fu completato con la nuova pavimentazione della zona presbiteriale e la posa del castello campanario e le campane. Fu decorata la cupola e i pennacchi, e il cornicione da Domenico da Milano e Federico da Bernareggio. Furono posti il castello in ferro e le campane, finestre e pavimento del presbiterio. Con regio decreto del 26 agosto 1916 il consiglio comune di Bottanuco approvò la formazione della nuova parrocchia nella frazione di Cerro. Nuovi lavori di manutenzione e mantenimento furono eseguiti durante il XX secolo.
Con decreto del vescovo Giulio Oggioni del 27 maggio 1979 la chiesa fu inserita nel vicariato di Terno e Chignolo.

## Descrizione

### Esterno
Il fabbricato di culto è preceduto dal sagrato con pavimentazione in ciottoli e bolognini in porfido e con la facciata che si presenta con un piccolo porticato composto da quattro colonne complete di alta zoccolatura e con un'apertura centrale ampia. La facciata nella prima sezione, ospita centrale il porticato in pietra arenaria con lunetta, e quattro capitelli in malta di cemento dove si imposta la volta a botte. La parte superiore è tripartita da lesene complete di capitelli che reggono il timpano triangolare. La facciata culmina con tre statue raffiguranti santa Margherita d'Antiochia, san Giuliano e centrale Maria Assunta in cielo.

### Interno
L'interno della chiesa a croce latina con volta a botte, si sviluppa nella prima parte in due campate da lesene scanalate, complete di basamento e capitelli d'ordine corinzio che sorreggono la trabeazione e il cornicione non praticabile.
L'aula è decorata da numerose tele. La controfacciata presenta la bussola lignea e dal dipinto olio su tela raffigurante Madonna col Bambino e santi. La zona presbiteriale di misura molto inferiore alla navata e sopraelevato da quattro gradini, conserva come pala d'altare il dipinto di Pietro Ronzelli del 1630 raffigurante la Visitazione di Maria, mentre di Troilo Lupi è la Madonna col Bambino e santi Rocco e Sebastiano del 1575, l'Adorazione dei magi di Federico Ferrario sulla parete di sinistra. Tutte opere presenti furono recuperate dall'antica chiesa.